# Тронцано-Верчеллезе
Тронцано-Верчеллезе (итал. Tronzano Vercellese) — коммуна в Италии, располагается в регионе Пьемонт, в провинции Верчелли.
Население составляет 3596 человек (2008 г.), плотность населения составляет 80 чел./км². Занимает площадь 44 км². Почтовый индекс — 13049. Телефонный код — 0161.
Покровителями коммуны почитаются святые апостолы Пётр и Павел, празднование 29 июня.

## Демография
Динамика населения:

## Города-побратимы
- Эгьер, Франция

## Администрация коммуны
- Официальный сайт: http://www.comune.tronzanovercellese.vc.it/